# Alexandru Dandea
Alexandru Adrian Dandea (Drăgășani, 23 gennaio 1988) è un calciatore rumeno, difensore del Râmnicu Vâlcea.

## Carriera
Ha giocato nella massima serie dei campionati rumeno ed ucraino.